# Yell Sound

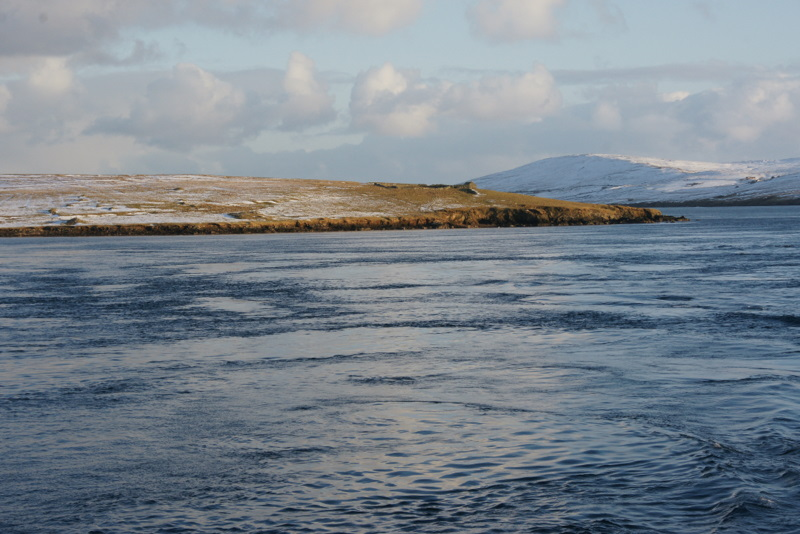
Yell Sound

Yell Sound è lo stretto che corre tra le isole di Yell e Mainland, appartenenti all'arcipelago delle isole Shetland. Rappresenta il confine tra Mainland e le Isole del Nord, e contiene molte piccole isole. Sullum Voe, sulle coste del quale si trova una grande raffineria, costituisce parte dello Yell Sound.
I traghetti per le Isole del Nord attraversano il sound, nel quale si possono verificare forti maree e condizioni meteorologiche avverse. Vi sono infatti numerosi siti di naufragio e diversi fari per agevolare la navigazione. Yell Sound è menzionato brevemente nella "Saga degli uomini delle Orcadi" e durante il XIX secolo vi fu per un breve periodo una florida industria che lavorava le alghe. La pesca commerciale costituisce da moltissimo tempo il perno dell'economia locale e parte del sound è censita come zona speciale di conservazione per proteggere la fauna locale.

## Isole
A nord ovest vi sono una serie di piccole isolette a nord di Point of Fethland, che è il punto più settentrionale di Northmavine, nelle isole Shetland. La maggiore di queste isole è Gruney; un piccolo arcipelago di scogli sorge a nord di questo punto, ed è conosciuto come Ramna Stacks, che comprende (da nord a sud) Gaut Skerries, Outer Stack, Scordar, Turla, Hyter,  Ofoora, Fladda, Flae-ass e Barlcudda.

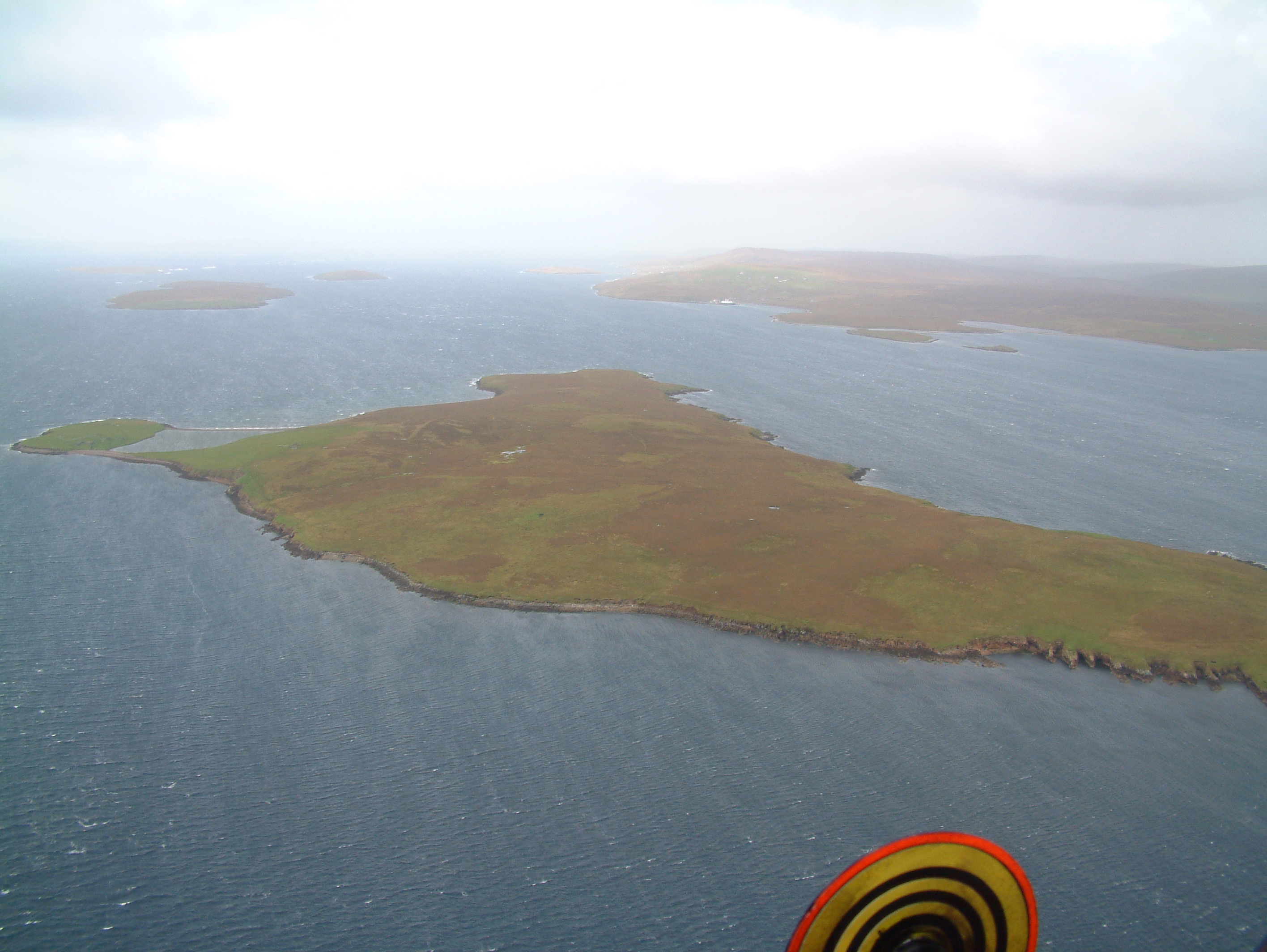
Samphrey e il panorama verso nord guardando Bigga e Yell

Yell stessa sorge ad est del sound; a sud del promontorio di Nev of Stuis su Yell vi sono diverse isole, tra cui Sweinna Stack, Holm of West Sandwick, Muckle Holm e Little Holm. Lo Yell Sound si stringe tra Mio Ness su Mainland e la parte meridionale di Yell. Le isole di Bigga, Brother Isle, Lamba, Orfasay, Little Roe, Samphrey e Uynarey si trovano in questa parte del canale.
A sud del Firth Ness il sound si allarga e qui sorgono Fish Holm, Linga, Setter Holm, Sinna Skerry e Wether Holm. Gli accessi orientali si trovano tra Heoga Ness su Yell e Lunna Ness su Mainland; Gold Skerry, Green Holm e Neapback Skerries si trovano al largo di Yell, mentre Sand Skerry a nord di Mainland.